# Mysien

Das Perserreich um 400 v. Chr. mit Mysien im Nordwesten von Kleinasien

Mysien (altgriechisch Μυσία Mysía) ist der Name einer historischen Landschaft im Nordwesten des antiken Kleinasien. Mysien war weder landschaftlich noch ökonomisch, administrativ oder politisch eine Einheit.
Im Norden grenzt Mysien an den Hellespont und die Propontis; im Osten bilden der Fluss Rhyndakos und das Gebirgsmassiv des mysisch-bithynischen Olymps (Uludağ) die Grenze gegen Bithynien. Im Westen bildet der Aisepos die Grenze zur Troas hin, wobei diese Landschaft häufig noch zu Mysien gerechnet wird. Weiterhin bilden die Ägäis und der Golf von Adramyttion die West- und Südwestgrenze. Die Grenze im Süden und Südosten ist schwieriger zu definieren, Mysien grenzte hier an Phrygien, Lydien und die Aiolis.

## Charakterisierung und Bedeutung
Als Mysien werden seit der Antike in ihren Grenzen differierende Gebiete des nordwestlichen Kleinasien bezeichnet. Man begegnet dem Begriff in der griechischen Mythologie, während des Perserreichs, unter Alexander dem Großen, während hellenistischer und römischer Zeit bis in die Spätantike.
Strabon schreibt, dass die Landschaftsgrenzen gegenüber Phrygien im Osten schwer zu ziehen seien. Die Ursache liege darin, dass Einwanderer das Land nicht in festen Besitz genommen, sondern andere vertrieben hätten oder selbst wieder vertrieben worden wären. Diese Charakterisierung von unbestimmten Grenzen und Strukturen zieht sich durch die Geschichte von Mysien, das keiner politischen oder administrativen Struktur den Namen gab, gleichwohl ein hypothetisches und von den Mithridaten beherrschtes Königreich Mysien für die Zeit des Perserreichs angenommen wurde. Der antiken Wahrnehmung war Mysien dem Charakter nach ein Durchzugsland sowohl in der Mythologie als auch in historischer Zeit.
In der Argonautensage segelten die Helden nach Kyzikos und Kios auf der Suche nach dem Goldenen Vlies. Die Perserkönige Dareios I. und Xerxes I. zogen in den Kriegen gegen die Griechen durch Mysien, und Xenophon führte den „Zug der 10 000“ durch die Landschaft in das mysische Pergamon. In Mysien schlug Alexander der Große 334 v. Chr. seine erste Schlacht gegen das Persische Reich am Granikos. Nach Pergamon verlegte Mithridates VI. sein Hauptquartier während der Mithridatischen Kriege. Als Durchgangsgebiet verfügte Mysien von der persischen Zeit bis in die Spätantike über bedeutende Straßen, die Europa mit dem inneren Anatolien sowie der Schwarzmeerküste verbanden und auf dem Balkan ihren Gegenpart fanden.

## Geographie
Strabon teilte Mysien in ein „Mysia Olympene“ und „Mysia Pergamene“ und Claudius Ptolemäus sprach von einem Klein- und Großmysien. Die Landschaft war gebirgig und waldreich mit wasserreichen Ebenen und Sümpfen, die gegen das Meer zunahmen.
Bekanntestes Gebirge der Region ist das Ida-Gebirge, ein „großes und vielarmiges“ Gebirge, von dem viele Flüsse entspringen. Seinen Namen hat es sehr wahrscheinlich vom griechischen ἴδω (=ἒδω), das sehen bedeutet und auf seine Höhe hindeutet. Ein weiterer Berg ist der Uludağ, der mit dem Berg gleichgesetzt wird, von dem aus der griechischen Sage nach die Götter den Trojanischen Krieg verfolgten. Ein weiterer erwähnenswerter Gipfel ist der Alexandreia, der von Strabon und Claudius Ptolemäus aufgeführt wird. Der Berg ist über Antandros angesiedelt und wurde berühmt durch Paris, der dort die Schönste der Göttinnen auswählte.
Das Gebiet Abarnias im Norden von Mysien wurde nach der griechischen Mythologie von Orpheus in der Argonautensage besungen. Es ist bei Xenophon und Stephanos von Byzanz erwähnt. Angeblich soll es seinen Namen von einem Abarnis, einem der Gründer von Lampsakos, erhalten haben und von Phoker bewohnt worden sein. Ebenfalls im Norden lag Abrettene, das von Strabon und Plinius dem Älteren erwähnt ist. Das Gebiet soll nach Stephanos von Byzanz seinen Namen von der Nymphe Brettia erhalten haben. Atarneus ist ein von Herodot und Xenophon überlieferter getreidereicher Landstrich an der Küste von Äolien gegenüber von Lesbos. Die Region wird manchmal auch zu Lydien gerechnet. Weitere bekannte Gebiete sind Bebrykia, Teuthrania und Troas.

### Flüsse
Viele Flüsse von Mysien waren über weite Strecken mit Schiffen befahrbar und stellten damit wichtige Verkehrswege zur Verfügung, die den Charakter der Landschaft als Durchgangs- und Brückenland unterstrichen.
| Antiker Name | Heutiger Name     | Beschreibung |
| ------------ | ----------------- | --- |
| Aisepos      | Gönen Çayı        | Wird von Homer, Hesiod, Strabon, Claudius Ptolemaeus, Appian und Plinius dem Älteren überliefert. Entspringt auf dem Berg Kotylos des Ida-Gebirges. |
| Astron       |                   | Nach Plinius dem Älteren ein auf dem Ida-Gebirge entspringender Fluss. |
| Euenos       |                   | |
| Granikos     | Biga Çayı         | Von Homer als Fluss vom Ida-Gebirge überliefert. 334 v. Chr. fand zwischen Alexander dem Großen und dem Perserreich die Schlacht am Granikos statt. |
| Heptaporos   |                   | Von Homer als Fluss vom Ida-Gebirge überliefert. |
| Kaïkos       | Bakırçay          | Von Homer als Fluss vom Ida-Gebirge überliefert. |
| Karesos      |                   | Von Homer als Fluss vom Ida-Gebirge überliefert. |
| Kebren       |                   | Ein kleiner Fluss in der Troas, an dem die Städte Kebren und Palaiskapsis lagen. Der Fluss wird von Strabon, Herodian und Stephanos von Byzanz überliefert. |
| Keteios      | Kestel Çay        | Nach Plinius dem Älteren der Name eines Bachs, der am Burgberg vorbei durch Pergamon floss. Strabon bezeichnet in als mittelbaren Zufluss des Kaïkos. |
| Makestos     | Simav Çayı        | Von Strabon, Plinius dem Älteren und Polybios überliefert. Attalos I. lagerte 219 oder 218 v. Chr. am Fluss nördlich des Pelekas-Gebirges mit den galatischen Aigosagen auf seinem Zug gegen Achaios, wo er einer Mondfinsternis teilhaft wurde, welche zur Meuterei der galatischen Söldner führte.                                                                            |
| Paisos       |                   | |
| Pythikos     | Güzelhisar Çayı   | Zwischen Myrina und Aigai gelegen. Auf Münzen des 4. Jahrhunderts v. Chr. Tisnaios, auf Münzen der römischen Kaiserzeit Titnaios genannt. Von Pseudo-Skylax überliefert. |
| Rhesos       |                   | Von Homer als Fluss vom Ida-Gebirge überliefert. |
| Rhodios      | Koca Çay          | Von Homer als Fluss in der Troas überliefert. Strabon berichtet, er entspringe im Ida-Gebirge und münde zwischen Abydos und Dardanos in den Hellespont. Er erzählt ebenfalls, dass im Quellgebiet die beiden Städtchen Gordos und Kleandreia lagen. Aus der römischen Zeit stammen Münzen mit der Darstellung des Flussgotts Rhodios. Ein Scholion zu Homer nennt ihn Dardanos. |
| Rhyndakos    | Adırnaz Çayı      | Wird von Pseudo-Skylax, Plinius dem Älteren, Pomponius Mela und Strabon überliefert. Mithridates VI. wurde am Rhyndakos 73 v. Chr. vom römischen Feldherrn Lucullus im dritten Mithridatischen Krieg besiegt. |
| Satnioeis    | Tuzla Çayı        | Das Flusstal diente als landwirtschaftliche Nutzfläche und Zugang ins Landesinnere. In der Ebene steht noch eine römische Brücke, die darauf hinweist, dass der Fluss früher einen anderen Verlauf genommen hat. |
| Skamandros   | Karamenderes Çayı | Von Homer als Fluss vom Ida-Gebirge überliefert. |
| Selinus      | Bergama Çay       | Nach Plinius dem Älteren der Name eines Bachs, der am Burgberg vorbei durch Pergamon floss. |
| Selleeis     |                   | Bei Homer aufgeführt. Nach Strabon ein westlicher Nebenfluss des Rhodios. |
| Simoeis      |                   | Von Homer als Fluss vom Ida-Gebirge überliefert. |
| Tarsius      | Manyas Çayı       | Nach Strabon ein Nebenfluss des Makestos. |

### Brücken
Die Landschaft weist eine Reihe ganz oder teilweise erhaltener Römerbrücken auf: die Aiseposbrücke, die Makestosbrücke, die Weiße Brücke über den Granikos und die Konstantinbrücke über den Rhyndakos.

### Städte und Ortschaften

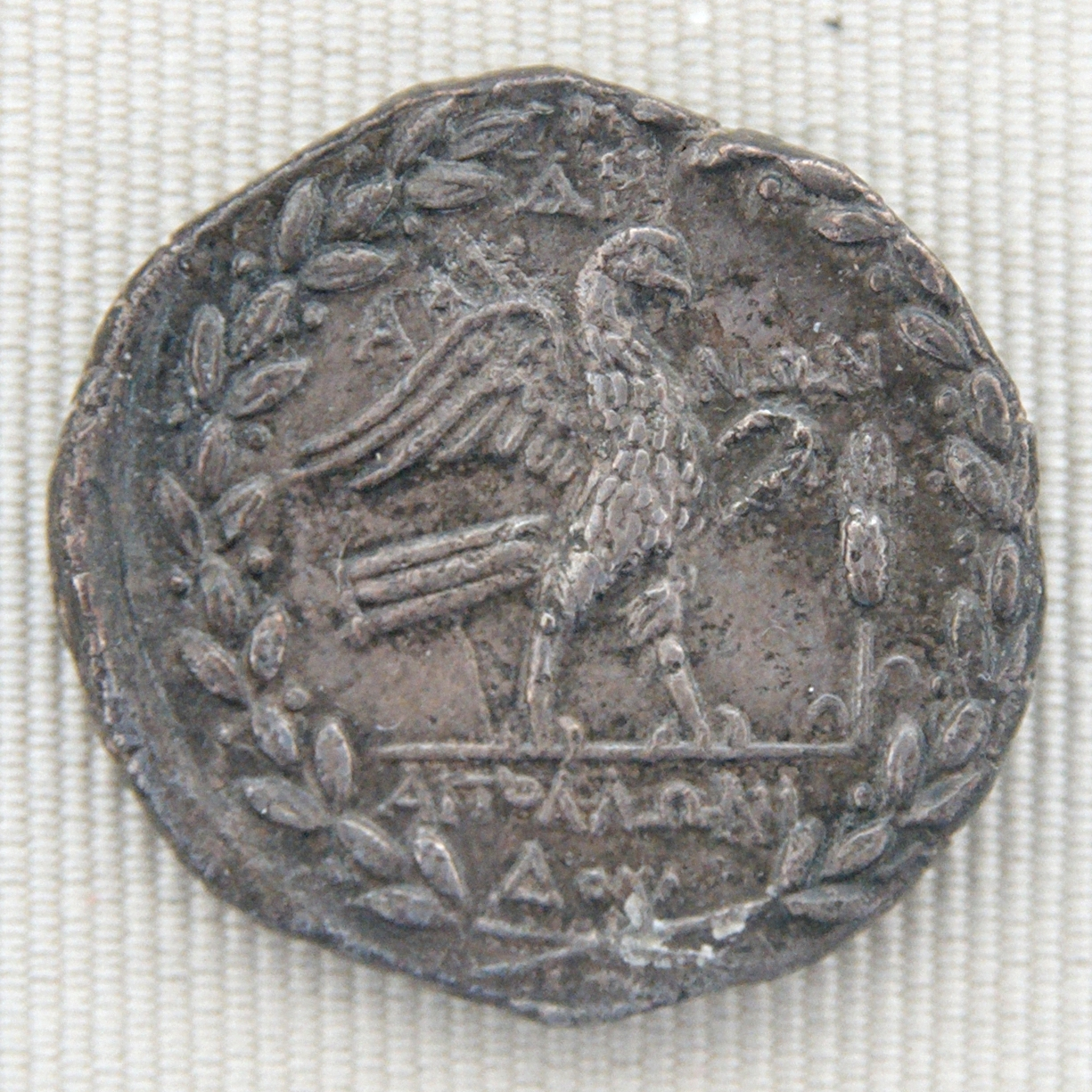
Tetradrachme aus Abydos, 160–140 v. Chr. mit stehendem Adler und Kornähren

Die Städte und Ortschaften in Mysien sind zum Teil bereits in der griechischen Mythologie aufgeführt. Beispiele dafür sind Abydos, Arisbe, Chryse und Gargara. Ausgrabungen zeigen, dass die Besiedlung zum Teil wesentlich älter ist wie bei Pitane. In manchen Fällen werden die Gründer einer Stadt von den literarischen Quellen von verschiedensten Völkern angegeben wie bei Antandros. Abydos, Achilleion, Apollonia am Rhyndakos sind Beispiele von Städten, die von griechischen Mutterstädten gegründet wurden.
Die Stadt Daskyleion hat bei Ausgrabungen einen persischen zoroastrischen Tempel aus dem 5. Jh. v. Chr. zutage gebracht, der das bislang westlichste Zeugnis des persischen Zoroastrismus darstellt. Des Weiteren fand man zahlreiche Fragmente phrygischer Inschriften und Graffiti.
Während der hellenistischenZeit prosperierten die Städte in Kleinasien. Die Seleukiden orientierten sich in der Förderung der Städte an den alten Kommunikationswegen und verbanden Kleinasien mit den weiter östlichen Gebieten. In den Städten wurden Monumente, Tempel und Heiligtümer unter der Patronage der hellenistischen Könige gebaut, deren Ruinen bis in die heutige Zeit zu sehen sind. Das bekannteste Beispiel in Mysien ist die Hauptstadt der Attaliden, Pergamon, die ihre Blütezeit in dieser Zeitspanne erlebte.
In der römischen Kaiserzeit wurden in Mysien die beiden Städte Hadrianeia und Hadrianoi, wie es der Name sagt, vom Kaiser Hadrian gegründet.
| Antiker Name           | Heutiger Name                   | Beschreibung |
| ---------------------- | ------------------------------- | --- |
| Abydos                 | Militärisches Sperrgebiet       | Die Stadt wurde von Milet gegründet und war die wichtigste Hafenstadt am Hellespont. Sie ist von Homer, Herodot, Thucydides, Xenophon, Polybios, Strabon, Titus Livius, Plinius dem Älteren, Vergil, Stephanos von Byzanz, Athenaios und anderen überliefert. Die Münzprägung der Stadt ist mit Elektron–Stater bis 600 v. Chr. bezeugt und gehört damit zu den ältesten bekannten Münzlegierungen. |
| Achilleion             | Historischer Nationalpark Troja | Die Stadt wurde im 6. Jh. v. Chr. von Mytilene als Stützpunkt gegen das athenische Sigeion erbaut. Sie ist von Herodot, Strabon, Plinius dem Älteren, Arrian und Cassius Dio überliefert. |
| Adramyttion            | Edremit                         | Die Stadt wurde angeblich von Lydern gegründet. Sie ist von Herodot, Thucydides, Xenophon, Aristoteles, Strabon, Skylax, Appian, Cicero, Diodor, Titus Livius, Plinius dem Älteren, Hierokles, Münzen und Inschriften überliefert. |
| Aigai                  | Nemrutkale                      | Die Stadt lag östlich von Myrina landeinwärts am Pythikos und ist von Pseudo-Skylax, Herodot, Xenophon, Strabon Polybios und Plinius dem Älteren überliefert. Die Stadt gehörte zum Aeolischen Bund. Tacitus erzählt, dass der Ort 17 n. Chr. durch ein schweres Erdbeben getroffen wurde. |
| Alexandria Troas       | Ausgrabungsstätte               | Die Stadt ist von Strabon, Claudius Ptolemaeus , Stephanos von Byzanz, Titus Livius, Plinius der Ältere dem Itinerarium Antonini, der Apostelgeschichte Cicero und anderen überliefert. Gemäß Sueton wollte Gaius Iulius Caesar angeblich den Sitz des Römisches Reiches hierher verlegen, wie später auch Konstantin der Große. |
| Antandros              | Ausgrabungsstätte               | Die Gründung der Stadt wird verschieden überliefert. Nach Strabon war sie gemäß Alkaios von Lesbos von Lelegern und gemäß Demetrios von Skepsis von Kilikien gegründet worden, nach Herodot von den Pelasgern und nach Thukydides von den Aiolern. |
| Apollonia              |                                 | Die Stadt lag nach Angaben von Strabon östlich von Pergamon. Der Ort wird heute in der Nähe von Yenice am Akçawlar Çayı angesiedelt. Gemäß Xenophon war sie zu seiner Zeit in persischen Händen. Die Stadt wird von Plinius dem Älteren und Stephanos von Byzanz erwähnt. |
| Apollonia am Rhyndakos | Gölyazı                         | Die Stadt dürfte eine pergamenische Kolonie gewesen sein. Sie ist von Strabon, Stephanos von Byzanz, Claudius Ptolemaeus, Plinius dem Älteren überliefert und zusätzlich sind Münzen erhalten, die sie zusammen mit dem Fluss Rhyndakos erwähnt. Die Stadt lag am See Apolloniatis, den der Rhyndakos durchfließt. Die Münzprägung ist ab 450 v. Chr. nachgewiesen und dauerte bis zur Zeit des römischen Kaisers Domitian. Im dritten Mithridatischen Krieg, 73/72 v. Chr., ist eine Schlacht in der Nähe der Stadt zwischen dem römischen Feldherrn Lucius Licinius Lucullus und Mithridates VI. erwähnt, die mit einer Niederlage des pontischen Königs endete. |
| Arisbe                 |                                 | Die Stadt wird von Homer erwähnt. Gemäß Stephanos von Byzanz wurde sie von Einwohnern von Mytilene gegründet. Nachdem Alexander der Große den Hellespont überquert hatte, stationierte er nach der Überlieferung von Arrian seine Truppen in der Stadt. |
| Assos                  | Behramkale                      | Die Stadt wurde von Methymna von der benachbarten Insel Lesbos gegründet. Sie ist von Claudius Ptolemaeus, Pausanias, Pseudo-Xenophon, Plinius dem Älteren, Strabon, einem Scholion, der Griechischen Anthologie, Inschriften und Münzen überliefert. |
| Astyra (Troas)         |                                 | Die Stadt gehörte gemäß Strabon und Skylax zu Antandros. |
| Astyra (Hellespont)    |                                 | Nach Strabon war der Ort früher einmal eine florierende und unabhängige Stadt gewesen. Zu seiner Zeit stand sie bereits in Ruinen und das Gebiet gehörte zu Abydos. |
| Atarneus               | Ruinen                          | John Anthony Cramer vermutete, dass es zwei Orte mit dem Namen gegeben hat. Der eine Ort lag unterhalb von Pitane in der mysischen Äolis und der andere war der Nachbar der Insel Lesbos. Die Stadt, die gegenüber von Lesbos liegt, wird von Diodor, Herodot, Pausanias, Xenophon, Strabon und Plinius dem Älteren überliefert. Darüber hinaus existieren Münzen. |
| Attaleia               |                                 | Die Stadt wird in den Überlieferungen verschiedenen Gebieten zugeordnet. Stephanos von Byzanz und Hierokles ordnen sie Lydien zu, Plinius der Ältere zu Äolien und andere zu Mysien. |
| Aureliane              |                                 | Der Ort ist auf Grund von Inschriften überliefert und liegt am Euenos. |
| Blaudos                | Ruinen                          | Die Stadt lag in der Landschaft Abrettene und ist von Strabon und Hierokles überliefert. |
| Chryse                 | Gülpınar                        | Es wird zwischen einer älteren und jüngeren Stadt unterschieden. Die ältere ist von Homer an vielen Stellen überliefert. Die Stadt gilt als seine Geburtsstätte. Strabon erwähnt sie ebenfalls und gibt ihren Standort am adramyttenischen Golf an. Die ältere Stadt wurde früh zerstört. Von der jüngeren Stadt ist heute der Tempel des Apollon Smintheus als Ruine zu sehen. |
| Dadaleis               |                                 | Der Ort lag im Grenzstrich zwischen Mysien, Lydien und Phrygien. Die Gegend wird Maionien genannt. Der Ort ist von Claudius Ptolemaeus überliefert. |
| Daskyleion             | Hisartepe                       | Stephanos von Byzanz überliefert fünf Städte in Kleinasien, die den Namen Daskyleion getragen haben. Die Ortschaft in Mysien wird von Xenophon, den Hellenika Oxyrhynchia und Strabon überliefert. |
| Eleutherion            |                                 | Die Stadt ist von Stephanos von Byzanz als kleine Stadt überliefert und könnte im 4. Jh. v. Chr. Münzen geprägt haben. |
| Gargara                |                                 | Die Stadt ist von Homer, Plinius dem Älteren, Strabon, dem Etymologicum magnum und Stephanos von Byzanz überliefert. |
| Germe                  |                                 | Die Stadt ist von Claudius Ptolemaeus und Stephanos von Byzanz überliefert. |
| Hadrianeia             |                                 | Die Stadt wurde von Hadrian im 2. Jh. gegründet und lag im Nordwesten der römischen Provinz Asia. |
| Hadrianoi              |                                 | Die Stadt wurde von Hadrian im 2. Jh. gegründet und lag in der römischen Provinz Bithynia et Pontus. |
| Hamaxitos              |                                 | Es wird vermutet, dass die Stadt von Achäern gegründet wurde. Sie ist von Strabon überliefert. |
| Helikore               | İznik                           | Eine ursprüngliche Kolonie wurde von Antigonos I. Monophthalmos gegründet. Lysimachos ließ die Stadt um 301 v. Chr. neu erbauen und nannte sie nach seiner ersten Frau Nikaia. Nikaia wird heute zu Bithynien gerechnet. Der ursprüngliche Name Helikore ist von einem Scholion überliefert. |
| Kebren                 | Ruinen                          | Die Stadt ist als Kolonie von Kyme gegründet worden. Sie wird von Xenophon, Pseudo-Skylax, Demosthenes, Ephoros von Kyme, Stephanos von Byzanz, Strabon, Diodor und Plinius dem Älteren überliefert. Die Stadt war sehr gut befestigt. 399 v. Chr. wurde sie von Derkylidas belagert. Antigonos I. Monophthalmos zwang die Einwohner, ihre Stadt zu verlassen und nach Alexandria Troas zu ziehen. Kebren hörte daraufhin auf zu existieren. |
| Kyzikos                | Ausgrabungsstätte               | Die Stadt gilt als älteste Kolonie der Mileter in der Propontis und ist von Strabon, Plinius dem Älteren Eusebios und Münzen überliefert. |
| Lamponeia              | Kozlu Dağ                       | Die Stadt lag an der Südküste der Troas auf einem Höhenzug mit einer Stadtmauer von 7 m Breite und 7 m Höhe. |
| Lampsakos              | Lapseki                         | Die Stadt war nach Strabon eine Gründung von Milet oder von den Phokäern. |
| Limantepe              | Urla                            | Der Ort wird auch Larisa genannt. |
| Marpessos              |                                 | |
| Myrina                 | Ausgrabungsstätte               | Die Stadt ist von Herodot überliefert. Xenophon berichtet, dass Artaxerxes II. Myrina dem Eretrier Gongylus als Geschenk übergab. Titus Livius und Polybios erzählen, dass Philipp V. von Makedonien die Stadt erobert hat, aber von den Römern vertrieben wurde. Die Stadt wird von Strabon und in den Briefen von Cicero erwähnt. Tacitus erzählt von einem Erdbeben, das die Stadt getroffen hat, und Plinius der Ältere vermutete, dass die Stadt später Sebastopolis genannt wurde. |
| Parion                 | Titularerzbistum                | Der Ort wurde wahrscheinlich von Pariern gegründet und ist über Inschriften, Münzen und archäologische Funde belegt. |
| Pergamon               | Ausgrabungsstätte               | Die Stadt war eines der bedeutungsvollsten Zentren Kleinasiens und erlebte ihre Blütezeit in der hellenistischen Zeit. Die Quellenlage für diese Zeitspanne reicht von verschiedensten literarischen Quellen, der Archäologie, Numismatik hin zur Epigraphik. Die Stadt wird in den literarischen Quellen das erste Mal von Xenophon in der Anabasis erwähnt. |
| Pitane                 | Ausgrabungsstätte               | Die Stadt existierte bereits in spätgeometrischer Zeit und hatte zwei Häfen. Sie wird von Herodot und Strabon überliefert. |
| Skepsis                | Ruinen                          | Die Stadt taucht erstmals in der griechischen Mythologie auf. Strabon, der Troas nie bereist hatte, bezog seine Informationen aus dem verlorenen Werk des Demetrios von Skepsis, der die Geschichte Troas in 30 Büchern im 2. Jh. v. Chr. verfasst hatte. |
| Sigeion                | Yenişehir                       | Im 7. Jh. v. Chr. von Mytilene gegründet und lange von Athen beherrscht. Die Stadt kontrollierte den Südeingang des Hellesponts. |
| Thebe                  |                                 | |
| Troja                  | UNESCO-Welterbe                 | |

## Wirtschaft

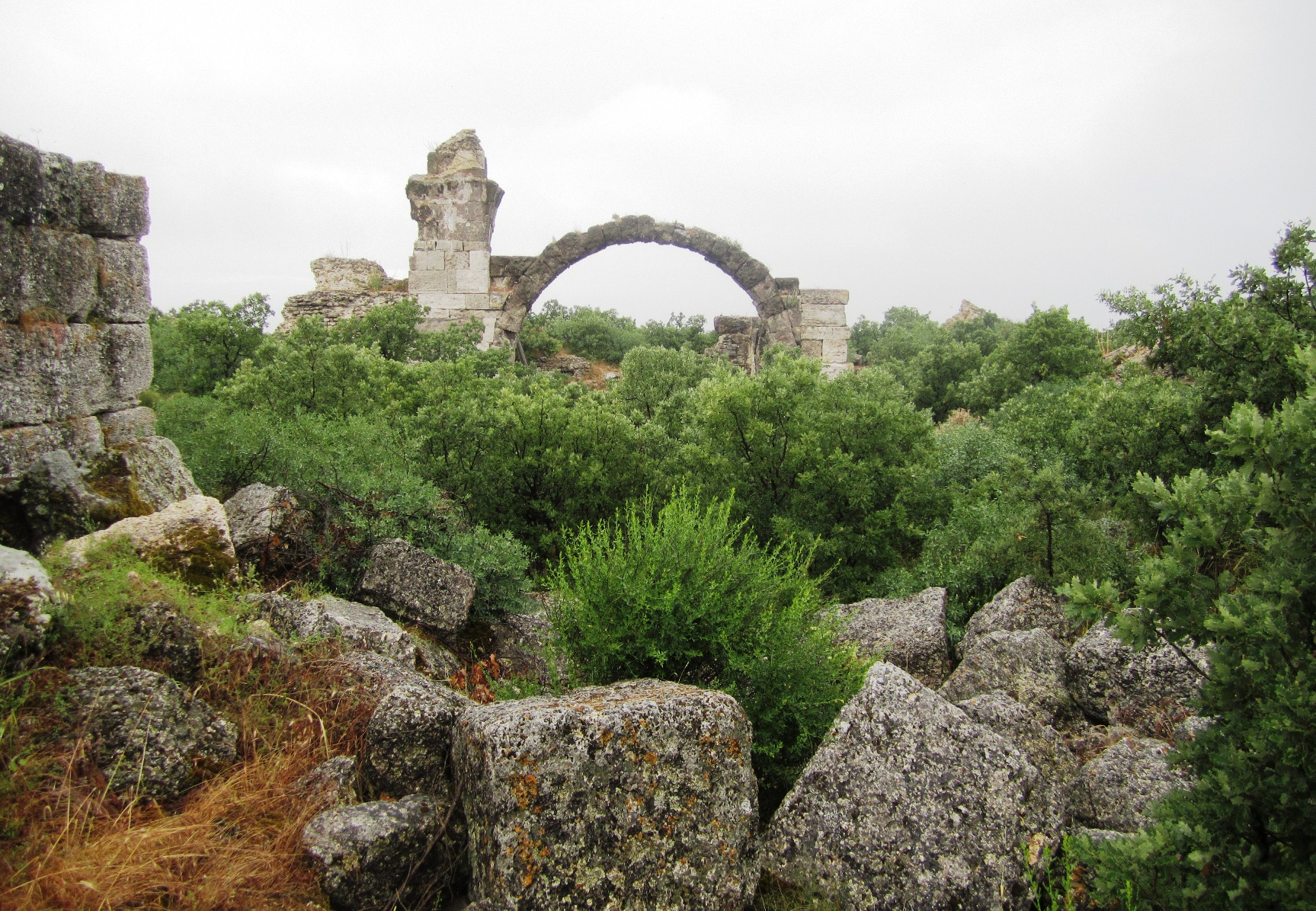
Thermen in Alexandria Troas

Die Städte an den Küsten Mysiens waren wie im übrigen Kleinasien die wirtschaftlichen, politischen und kulturellen Zentren. In ihnen zeigte sich der Reichtum der damaligen Gesellschaft und den Machtbereich der jeweiligen Herrscher. Da Mysien den Charakter einer Landschaft hatte, die man durchquert, könnte man Ansätze einer Infrastruktur im Landesinnern erwarten, die eine solche Reise ermöglichten. Die Infrastruktur dazu findet einen überlieferten Ausdruck erst während der Herrschaft des Römischen Reichs in römischen Straßen und Brücken. Von Pergamon nach Nikomedia und Ephesos, von Nikomedia nach Ankyra und entlang der Südküste des Schwarzes Meers nach Sinope war Mysien das Verbindungstor von Europa nach Asien und umgekehrt. Es existieren sehr rudimentäre Überlieferungen über weitere Strukturen im Landesinneren, wie die Organisation, Wirtschaft und Kultur.
Kleinasien hat reichhaltige Metallvorkommen, die bereits in der Antike ausgebeutet wurden. Die wichtigsten Kupfervorkommen lagen östlich und nordöstlich des Halys. Von Mysien sind ebenfalls Kupferstätten bekannt, die weder als reich noch arm eingestuft werden. Sie waren ausreichend für eine begrenzte regionale Metallurgie. Es gibt Hinweise von vier Stätten in der heutigen Provinz Çanakkale, aber der Zeitraum, in dem sie ausgebeutet wurden, ist unklar. Sechs weitere Abbaugebiete von Kupfer, Blei und Zink werden vermutet.
Silberhaltiges Erz wurde in der Gegend der heutigen Ortschaften Korudere, Bergaz Köyü und Balya festgestellt, auch wenn diese mit den reichen Vorkommen im Taurusgebirge nicht mithalten konnten. Es ist möglich, dass in der Provinz Çanakkale auch Gold gefunden wurde.

## Geschichte
Es wird vermutet, dass Mysien seinen Namen von den thrakischen Mysoi hat, die im 12. Jahrhundert v. Chr. in das Gebiet eingewandert sein sollen. Ihre Herkunft ist jedoch nicht geklärt. Herodot spricht von einem Heerzug der Mysier und Teukrer, die „bereits vor dem trojanischen Krieg“ den Bosporus überschritten hätten. Strabon berichtet, dass Phryger und Mysier das Gebiet mit unklaren Grenzen beherrscht hätten.

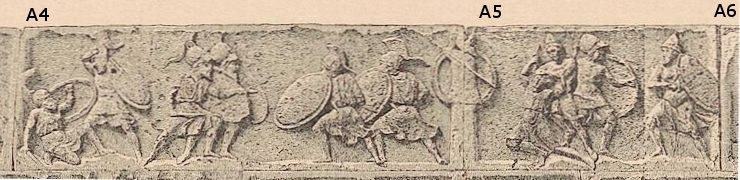
Relief des Heroon von Gjölbaschi–Trysa, 4. Jh. v. Chr. Feldschlacht zwischen Schiffslager und Troia

Laut erst spät in die griechische Mythologie aufgenommenen und noch später interessengeleiteten Erweiterungen der Überlieferung hielten die Griechen nach ihrer Ankunft angeblich die Landschaft Mysien für das Umland von Troia und begannen dies zu plündern. Telephos, der Erbe des mysischen Königs Teuthras und späterer Ahnherr des pergamenischen Königshauses, stellte sich ihnen demnach entgegen, wurde aber von Achilleus in die Flucht geschlagen. Viel trugen hierzu Mythosaneignung und -umdeutung durch Pergamon bei, um Telephos in die mysisch-pergamenische Herrscherfolge zu integrieren.
Während der Herrschaftszeit von Krösus gehörte Mysien zum lydischen Reich, bis es nach dessen Untergang 546 v. Chr. von Kyros II. ins persische Reich integriert wurde. Unter den Achämeniden war das nordwestliche Gebiet von Mysien gemäß Überlieferungen von Herodot, Thukydides und persischen Quellen bis 330 v. Chr. die Satrapie Daskylium, bei den Griechen Hellespontisches Phrygien genannt. Die Grenzen sind unklar, reichten aber wahrscheinlich bis in die südliche Troas und östlich ins Gebiet des späteren Bithynien. Manche Satrapen kontrollierten beide Seiten des Hellespont. Das Territorium enthielt Grundbesitz, Befestigungsanlagen, Städte und Dörfer. Inschriften lassen vermuten, dass es eine lokale Administration mit verschiedenen ethnischen Gruppierungen gegeben hat.
Der spartanische König Agesilaos II. brach 395 v. Chr. in Mysien mit der Absicht ein, die Mysier für seinen Kriegszug zur Befreiung der griechischen Städte gegen die Perser zu gewinnen. Ein Teil der Bevölkerung schloss sich ihm an, während ein anderer Teil gegen ihn kämpfte und von ihm hart dafür bestraft wurde.
Mysien wie ganz Kleinasien geriet in den Strudel der Diadochenkriege wie das Beispiel der Stadt Helikore zeigt, die von Antigonos I. Monophthalmos gegründet wurde und von Lysimachos einen neuen Namen erhielt. Im Verlauf des späten 3. oder frühen 2. Jh. v. Chr. wurde die Landschaft Teil des Königreichs Pergamon und teilte von diesem Zeitpunkt an dessen Geschichte.
Die Mysier waren in der Antike wegen ihrer Stärke in den Armeen als Söldner gern gesehen. Unter der Herrschaft der Römer hatten sie allerdings – wie die Kleinasiaten generell – einen schlechten Ruf, so dass Cicero das geflügelte Wort «ultimus Mysorum», der letzte der Mysier, als Bezeichnung für verachtungsvolle Menschen benutzte.